# (11073) Cavell
Pour les articles homonymes, voir Cavell.
(11073) Cavell est un astéroïde de la ceinture principale découvert le 2 septembre 1992 à l'observatoire européen austral par l'astronome belge Éric Elst. Sa désignation provisoire était 1992 RA4.
Il porte le nom de l'héroïne de la Première Guerre mondiale Edith Cavell (1865–1915).